# Список жесткокрылых Новой Зеландии

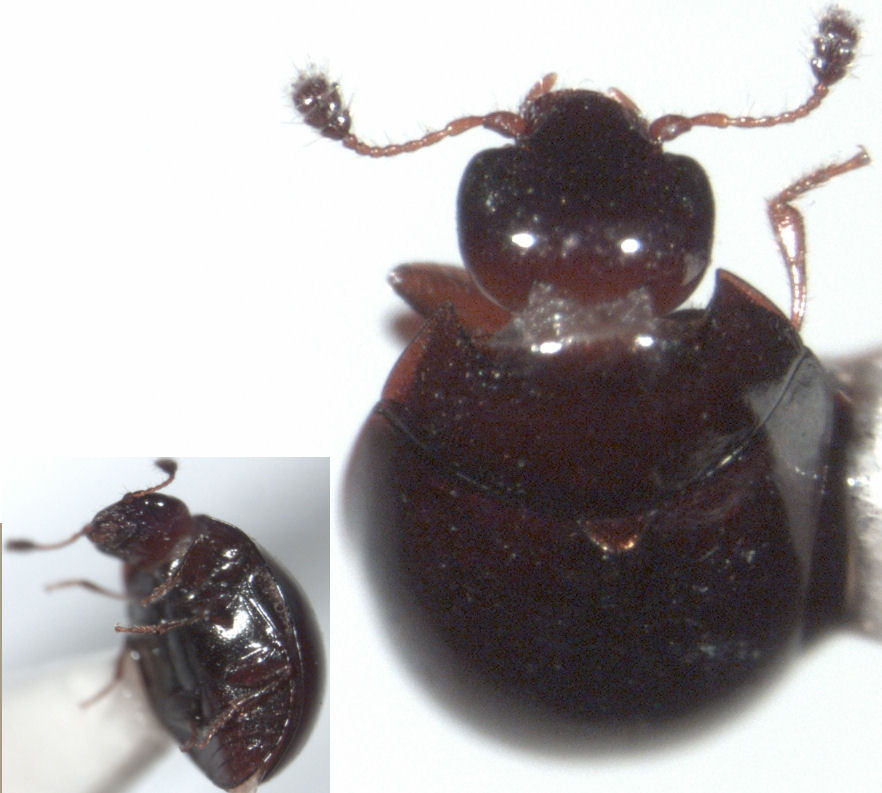
Cyclaxyridae — эндемики Новой Зеландии

Список жесткокрылых Новой Зеландии включает все группы жуков (Coleoptera), обнаруженных в Новой Зеландии.

## Введение
Жуки (Coleoptera) составляют от одной пятой до четверти всей фауны насекомых Новой Зеландии. Первые коллекции местных жуков были сделаны европейскими натуралистами во главе с Джозефом Банксом во время первой экспедиции Джеймса Кука в 1769 году, и описаны Фабрициусом в 1775 году.
Большая часть жесткокрылых насекомых была открыта между 1880 и 1923 годами энтомологом Томасом Броуном (Thomas Broun), который описал 4323 видов.
В настоящее время в Новой Зеландии отмечено как минимум 5223 нативных видов жуков. Кроме того, ещё 356 видов были интродуцированы на острова. Все вместе (5580) они составляют 1100 родов и 82 семейства. Для сравнения: флора — 2500 видов, наземные позвоночные — 350 видов. С учётом неописанных форм потенциально фауна жуков может составить до 10000 видов. Наибольшее разнообразие наблюдается в семействах Curculionidae (1496 видов), Staphylinidae (936) и Carabidae (424).
ЭНДЕМИКИ. По одному эндемичному виду на островах имеют семейства Eucinetidae, Heteroceridae, Chelonariidae, Bostrichidae, Phycosecidae, Monotomidae, Cucujidae, и Prostomidae. Три семейства жуков (Agapythidae, Cyclaxyridae, Metaxinidae) являются эндемиками Новой Зеландии и нигде более не встречаются. Также эндемичны ещё три подсемейства — Horelophinae (Hydrophilidae), Euderinae (Bostrichidae), Agapythinae (Phloeostichidae).

## CARABOIDEA
- Семейство Carabidae (incl. Cicindelinae) — 75 родов (>426 нативных видов, >19 интродуцированных видов)
- Семейство Dytiscidae — 11 родов (16, 0)
- Семейство Gyrinidae — 1 род (0, 1)
- Семейство Rhysodidae — 4 рода (6, 0)

## HYDROPHILOIDEA
- Семейство Hydrophilidae — 25 (70, 5)
- Семейство Histeridae — 13 (23, 6)

## STAPHYLINOIDEA
- Семейство Hydraenidae — 5 (32, 0)
- Семейство Ptiliidae — 13 (>48, 8/9)
- Семейство Agyrtidae — 1 (2, 0)
- Семейство Leiodidae — 25 (112, 1)
- Семейство Scydmaenidae — 11 (>201, 1)
- Семейство Staphylinidae (incl. Microsilphinae, Pselaphinae, Scaphidiinae) — 190 родов (>936, >85)

## SCARABAEOIDEA
- Семейство Lucanidae — 7 (26, 3)
- Семейство Trogidae — 1 (0, 1)
- Семейство Scarabaeidae — 25 (132, 12)

## SCIRTOIDEA
- Семейство Scirtidae (= Helodidae) — 11 (>125, 0)
- Семейство Eucinetidae — 1 (1, 0)
- Семейство Clambidae — 2 (9, 2)

## BUPRESTOIDEA
- Семейство Buprestidae — 2 (2, 1)

## BYRRHOIDEA
- Семейство Byrrhidae — 8 (>79, 0)
- Семейство Dryopidae — 2 (4, 0)
- Семейство Elmidae — 1 (16, 0)
- Семейство Limnichidae — 2 (7, 1)
- Семейство Heteroceridae — 1 (1, 0)
- Семейство Ptilodactylidae — 2 (6-8, 0)
- Семейство Chelonariidae — 1 (1, 0)

## ELATEROIDEA
- Семейство Eucnemidae — 7 родов (22, 0)
- Семейство Elateridae — 26 (>132, 3)
- Семейство Lycidae — 1 (0, 1)
- Семейство Cantharidae — 3 (40, 1)

## DERODONTOIDEA
- Семейство Derodontidae — 1 (2, 0)

## BOSTRICHOIDEA
- Семейство Jacobsoniidae — 2 рода (3/4, 0)
- Семейство Nosodendridae — 1 (2/3, 0)
- Семейство Dermestidae — 7 (11, 6)
- Семейство Bostrichidae (incl. Lyctinae) — 4 (1, 7)
- Семейство Anobiidae (incl. Ptininae) — 25 (28, 11)

## CLEROIDEA
- Семейство Trogossitidae — 10 родов (>24, 1)
- Семейство Chaetosomatidae — 2 (4, 0)
- Семейство Cleridae — 8 (37 2)
- Семейство Phycosecidae — 1 (1, 0)
- Семейство Melyridae (Dasytidae) — 4 (33, 0)

## CUCUJOIDEA
- Семейство Nitidulidae — 12 родов (21, 11)
- Семейство Monotomidae (incl. Rhizophaginae) — 2 (1, 5)
- Семейство Phloeostichidae — 2 (2, 0)
- Семейство Silvanidae — 8 (7, 5)
- Семейство Cucujidae — 1 (1, 0)
- Семейство Laemophloeidae — 2 (3, 3)
- Семейство Phalacridae — 2 (>3, 1)
- Семейство Cavognathidae — 2 (5, 0)
- Семейство Cryptophagidae — 12 (18, 12)
- Семейство Languriidae — 5 (8, 0)
- Семейство Erotylidae — 2 (9, 0)
- Семейство Bothrideridae — 2 (6, 1)
- Семейство Cerylonidae — 2 (>5, 1)
- Семейство Endomychidae (incl. Merophysinae) — 3 (6, 1)
- Семейство Coccinellidae — 19 (22, 18)
- Семейство Corylophidae — 8 (>19, 2)
- Семейство Corticariidae (Lathridiidae) — 12 (53, 11)

## TENEBRIONOIDEA
- Семейство Mycetophagidae — 3 рода (12 нативных видов, 3 интродуцированных вида)
- Семейство Archeocrypticidae — 1 (0, 1)
- Семейство Ciidae — 5 (20, 0)
- Семейство Melandryidae — 9 (38, 0)
- Семейство Mordellidae — 4 (6, 1)
- Семейство Rhipiphoridae — 3 (5, 0)
- Семейство Colydiidae — 26 (>196, 0)
- Семейство Ulodidae (Zopheridae) — 4 (20, 0)
- Семейство Chalcodryidae — 3 (5, 0)
- Семейство Tenebrionidae — 36 (139, 10)
- Семейство Prostomidae — 1 (1, 0)
- Семейство Oedemeridae — 6 (18, 3)
- Семейство Pyrochroidae — 3 (>7, 0)
- Семейство Salpingidae (incl. Inopeplinae) — 4 (22, 0)
- Семейство Anthicidae — 7 (17, 9)
- Семейство Aderidae (Euglenidae) — 1/2 (15, 0)
- Семейство Scraptiidae — 2 (>4, 0)

## CHRYSOMELOIDEA
- Семейство Cerambycidae — 56 (>180, 8)
- Семейство Chrysomelidae (incl. Bruchinae) — 33 (>134, >19)

## CURCULIONOIDEA
- Семейство Nemonychidae — 1 (4, 0)
- Семейство Anthribidae  — 28 (58, 3)
- Семейство Belidae (incl. Aglycyderinae = Proterhininae) — 3 (11, 0)
- Семейство Brentidae (incl. Apioninae) — 3 (3, 1)
- Семейство Curculionidae (incl. Scolytinae) — 231 род (>1496 нативных видов, 46 интродуцированных видов)